# Otto Jírovec
Otto Jírovec (Praga, 31 gennaio 1907 – Praga, 7 marzo 1972) è stato un biologo ceco, professore di protozoologia e parassitologia.
Un importante fungo parassita di umani è chiamato in suo onore, per esattezza lo Pneumocystis jirovecii. Quest'ultimo (conosciuto come la forma "per umani" dello Pneumocystis carinii e scritto originariamente P. jiroveci, quando si pensava che fosse un protozoo) causa polmonite da Pneumocystis.

## Biografia
Jírovec nacque a Praga. Nel 1929 ottenne un dottorato in biologia alla facoltà di scienze dell'Università Carolina della capitale ceca. Dal 1930 al 1932 iniziò a lavorare come insegnante per poi diventare professore associato nel 1933. Durante la guerra lavorò come capo del laboratorio di parassitologia all'istituto sanitario di Stato. Dopo la guerra tornò al dipartimento universitario e nel 1948 gli venne di nuovo affidata la cattedra all'università Carolina di Praga. Tra il 1949 e il 1952 Jírovec fu a capo del dipartimento di zoologia, per poi dirigere un istituto zoologico. Dal 1954 al 1961 condusse il laboratorio di parassitologia dell'Accademia di scienze della Cecoslovacchia.
Il suo lavoro comprende in particolare lo studio dei protozoi che agiscono da parassiti in regione temperate e tropicali. Una delle sue scoperte più importanti fu quella riguardante il patogeno che causa la polmonite da Pneumocystis, che attuò insieme al Dr. M. Vaňek nel 1953.

## Pubblicazioni
Il professor Jírovec scrisse 11 libri e pubblicò 280 articoli scientifici e 250 articoli di divulgazione scientifica.

## Riconoscimenti
Otto Jírovec ricevette vari riconoscimenti per il suo lavoro. Fu un membro della Società di scienze reali ceca, così come dell'Accademia Masaryk e del Consiglio nazionale di ricerca cecoslovacco. Nel 1953 divenne un membro dell'Accademia di scienze della Cecoslovacchia. Gli venne, inoltre, riconosciuto un dottorato onorario da parte della facoltà medica dell'Università Humboldt di Berlino e da parte della facoltà di scienze dell'Università di Clermont-Ferrand.